# Баязид Дода
Баязид Елмаз Дода (на албански: Bajazid Elmaz Doda) е албански писател и фотограф.

## Биография
Баязид Елмаз Дода е роден около 1888 г. в горнореканското албанско село Щировица, което тогава е в Османската империя. Заминава за Румъния на гурбет, подобно на много други горнореканци. В Букурещ през 1906 година се запознава с унгарския учен барон Франц Нопча (1877 – 1933), който го наема като свой прислужник. Двамата стават любовници и започват да живеят заедно. Нопча пише в мемоарите си, издадени в 2001 г. на немски под заглавието „Пътувания из Балканите“ (Reisen in den Balkan):
| „ | На 20 ноември 1906 година, в Букурещ, се срещнах с Баязид Дода. Оттогава Баязид е с мен и след смъртта на Луис Драшкович, е единственият човек, който истински ме е обичал, и у когото мога да имам пълно доверие, без да се съмнявам и за миг, че той може да злоупотреби с него. Той разбира се си има своите лоши черти, но аз съм напълно склонен да ги търпя. Сърбите убиха бащата и брата на Баязид в 1913 година поради омраза към всичко австроунгарско, и в частност от омраза към мен, тъй като бях активен в Албания. | “ |

От Букурещ Нопча и Дода заминават за семейното имение на Нопча в Сачал в Трансилвания и след седем месеца за Лондон, където Баязид заболява от инфлуенца. В средата на ноември 1907 г. двамата отиват в Шкодра, където поддържат къща от 1907 до 1910 и отново от октомври 1913 година. Пътуват из Мирдита, където са отвлечени от известния бандит Мустафа Лита. След освобождаването им в Призрен, заминават за Скопие и посещават родната на Дода Горна река. Връщат се в Шкодра, за да посетят земите на племената Хоти и Груда. Двамата пътуват заедно и поотделно из албанските земи. През Първата световна война в 1915 – 1916 година Нопча взима Дода със себе си, докато служи в австро-унгарската армия в Косово.
След войната живеят предимно във Виена, където Нопча публикува няколко книги и става известен не само като албанист, но и като палеонтолог и геолог.
На 25 април 1933 година, страдащият от депресия Нопча убива в съня му Дода и след това се самоубива.
Дода е автор на книгата „Албанският селски живот в Горна река, край Дебър (Македония)“ (Albanisches Bauerleben im oberen Rekatal bei Dibra (Makedonien), която завършва във Виена през април 1914 година и е публикувана посмъртно във Виена в 2007 година. Изданието е придружено от авторски фотографии на Дода, вероятно от 1907 година, предимно от Щировица и околностите, но и две от Скопие. Книгата на Дода съдържа много ценни материали в разнообразни области. Целта ѝ според автора е да опише бита на изчезващия мюсюлмански елемент в Горна река и да опровергае твърденията на Спиридон Гопчевич в „Македония и Стара Сърбия“ (1889).